# Peloropeodes debilis
Peloropeodes debilis är en tvåvingeart som beskrevs av Robinson 1975. Peloropeodes debilis ingår i släktet Peloropeodes och familjen styltflugor.
Artens utbredningsområde är Dominica. Inga underarter finns listade i Catalogue of Life.